# Cholupická bažantnice
Přírodní památka Cholupická bažantnice se nachází jeden kilometr jihovýchodně od vsi Cholupice a zahrnuje lesní území bývalé bažantnice. Katastrální území: Cholupice, (obvod Praha 4, městská část Praha 12)

## Důvod ochrany
Důvodem vyhlášení přírodní památky byla snaha o zachování přirozených lesních porostů typu lužního lesa.

## Flóra
Na území PP se nacházejí zbytky lužního lesa s porosty starých stromů, především dubů. V menší míře je přimísena lípa srdčitá, jasan ztepilý, habr obecný a javor klen, v keřovém patře hloh, svída, líska. Ze vzácnějších rostlinných druhů se zde vyskytuje lecha jarní, dymnivka dutá a sasanka hajní. Na jižním okraji bažantnice rostou dva památné duby letní.

## Fauna
Na území PP byl zjištěn výskyt 99 motýlů, ze vzácnějších motýlů se zde vyskytuje otakárek fenyklový, otakárek ovocný, soumračník máčkový, bělásek řeřichový a žluťásek čičorečkový. Z ptáků zde hnízdí káně lesní, holub hřivnáč, puštík obecný, strakapoud velký, budníček lesní, rehek zahradní, červenka obecná, sýkory aj. Ze savců je hojný hryzec vodní a myšice lesní.